# Octave Gustave Adolphe Gillet
Pour les articles homonymes, voir Gillet.
 (juillet 2014).
Octave Gustave Adolphe Gillet, né le 20 mai 1844 à Signy-l'Abbaye dans le département des Ardennes et mort le 22 février 1921 à Saint-Mandé (alors dans le département de la Seine, aujourd'hui dans le Val-de-Marne) à l'hôpital d'instruction des armées Bégin et inhumé le 25 février 1921 à Vincennes, est un militaire français.

## Biographie
Élève de la 48e promotion à l'école de Saint-Cyr, promotion du Danemark (entre 1863 et 1865), dont il sort 26e sur 248 élèves, Octave Gillet fait la guerre de 1870 comme lieutenant au 75e régiment d'infanterie et participe aux batailles de Rezonville, de Saint-Privat et au siège de Metz. Il est prisonnier de guerre du 29 octobre 1870 au 13 avril 1871.
Durant sa participation aux campagnes d'Afrique du 29 juin 1871 au 10 octobre 1874, il se marie, le 19 octobre 1872 à Dellys (Algérie française), avec Ernestine Marie Thérèse Aveline.
Il effectue une partie de sa carrière en Algérie comme général commandant la brigade d'Alger (entre 1901 et 1904), puis comme commandant la division de Constantine (1907-1909). C'est dans cette fonction qu'il termine sa carrière, et devient Grand-officier de la Légion d'honneur.

### Affectations
- 08/11/1863 : École spéciale militaire.
- 01/11/1865 : 75e régiment d'infanterie.
- 22/05/1871 : 12e régiment provisoire d'infanterie.
- 01/05/1872 : 112e régiment d'infanterie.
- 13/07/1872 : 108e régiment d'infanterie.
- 03/08/1882 : 109e régiment d'infanterie.
- 13/01/1887 : 91e régiment d'infanterie.
- 29/03/1889 : 9e bataillon de chasseurs à pied.
- 02/10/1891 : 155e régiment d'Infanterie.
- 11/07/1900 : État-major général.
- 10/08/1900 : 46e brigade d'infanterie.
- 14/12/1900 : 1re brigade d'infanterie d'Algérie.
- 23/09/1904 : 3e division d'infanterie.

### Grades successifs
- 01/11/1864 : Sergent.
- 01/11/1865 : Sous-lieutenant.
- 10/08/1868 : Lieutenant.
- 13/07/1872 : Capitaine.
- 08/05/1872 : Capitaine adjudant major.
- 03/08/1882 : Major.
- 13/01/1887 : Chef de bataillon.
- 02/10/1891 : Lieutenant-colonel.
- 23/03/1895 : Colonel.
- 11/07/1900 : Général de brigade.
- 08/07/1904 : Général de division.

## Distinctions
Gillet est fait Chevalier de la Légion d'honneur le 24 juin 1886 ; la décoration lui est remise le 14 juillet 1886 par le général de division Ferron, commandant la 13e Division d'Infanterie à Chaumont. Puis il est fait Officier le 16 avril 1896 et Commandeur le 12 juillet 1905, la décoration lui étant remise le 29 juillet 1905 par le général Debatisse, commandant le 2e Corps d'Armée, et enfin Grand-officier le 29 avril 1909, la décoration lui étant remise le 25 avril 1909 par le général Bailloud, commandant le 19e Corps d'Armée.
Gillet est aussi décoré de l'ordre honorifique tunisien Nichan Iftikhar, au grade de commandeur, que lui confère le Bey de Tunis.